# De Muntel
De Muntel is een buurt in 's-Hertogenbosch, in de Nederlandse provincie Noord-Brabant en een deel van de wijk Muntel/Vliert. De buurt is in 1917  als een van de eerste stadsuitbreidingen gebouwd. Doordat de buurt buiten de oude stadsmuren van de Binnenstad ligt, moest het terrein opgehoogd worden. Hiervoor is de IJzeren Vrouw gegraven, een meer in de gemeente 's-Hertogenbosch. De buurt is evenwijdig aan de stadswallen gebouwd wat goed herkenbaar is in het stratenpatroon. In 2008 werd een groot deel van de buurt aangewezen tot beschermd stadsgezicht.
Aanvankelijk was het de bedoeling, dat de Zuid-Willemsvaart om de buurt heen gelegd zou worden, maar dit is vanwege de hoge kosten afgeblazen. Wel waren er al wel voorbereidende werken gestart. De bomenrij aan het Van Lanschotpad is een stille getuige van dit plan.
De buurt is gebouwd om de arbeiders in de stad huisvesting te bieden. In die tijd telde de stad nog vele krotten. Met sociale woningbouw kon men dit probleem een halt toeroepen. De kosten van de bouw van de buurt rezen de pan uit, waardoor de huurprijzen van de woningen niet door de arbeiders opgehoest konden worden. Alleen ambtenaren en middenstanders konden ze betalen.
De Muntel is de eerste buurt in de gemeente met een rioleringssysteem. De pompinstallatie van de buurt is bewaard gebleven en staat op de hoek van de Oud-Vlijmenseweg met de Oude Engelenseweg.
De naam Muntel is mogelijk te herleiden naar het woord muntelo, een ruig begroeide plaats in een drooggelegd moeras.